# Belavići (Duga Resa)
  Belavići  falu Horvátországban, Károlyváros megyében. Közigazgatásilag Duga Resához tartozik.

## Fekvése
Károlyvárostól 10 km-re, községközpontjától 4 km-re délnyugatra, a Mrežnica bal partján fekszik.

## Története
1673-ban „Belauitsi" néven említik először. 1808-ban „Belavichszello", 1910-ben „Belavićselo" volt a neve. Nevét egykori lakóiról a Belavić családról kapta. A településnek 1857-ben 111, 1910-ben 209 lakosa volt. A trianoni békeszerződésig Zágráb vármegye Károlyvárosi járásához tartozott. 2011-ben 305 lakosa volt.

## Lakosság
| Lakosság változása | Lakosság változása | Lakosság változása | Lakosság változása | Lakosság változása | Lakosság változása | Lakosság változása | Lakosság változása | Lakosság változása | Lakosság változása | Lakosság változása | Lakosság változása | Lakosság változása | Lakosság változása | Lakosság változása | Lakosság változása |
| ------------------ | ------------------ | ------------------ | ------------------ | ------------------ | ------------------ | ------------------ | ------------------ | ------------------ | ------------------ | ------------------ | ------------------ | ------------------ | ------------------ | ------------------ | ------------------ |
| 1857               | 1869               | 1880               | 1890               | 1900               | 1910               | 1921               | 1931               | 1948               | 1953               | 1961               | 1971               | 1981               | 1991               | 2001               | 2011               |
| 111                | 131                | 141                | 171                | 182                | 209                | 218                | 266                | 273                | 292                | 301                | 327                | 372                | 416                | 316                | 305                |

## Nevezetességei
Régi fahíd és vízimalom a Mrežnicán.